# Constanze (Zeitschrift)
Constanze war eine zeitweise marktführende deutsche Frauenzeitschrift, die von 1948 bis 1969 in Hamburg erschien. Trotz hoher Auflagenzahl musste sie am Ende wegen gestiegener Verluste eingestellt werden.

## Gründung
Nach dem Zweiten Weltkrieg war für die Herausgabe von Zeitungen und Zeitschriften in Deutschland die Genehmigung der Besatzungsmächte vorgeschrieben. Die seinerzeit befreundeten Verleger John Jahr senior und Axel Springer erhielten 1947 von der englischen Militärregierung die Lizenz Nummer 150 für die Herausgabe einer Frauenzeitschrift namens Constanze und gründeten den Constanze-Verlag. Im März 1948 erschien die erste Ausgabe des Blattes in einer Auflage von 60 000 Exemplaren. Axel Springer schied 1960 aus dem Verlag aus. Jahr gründete mit Gerd Bucerius und Richard Gruner den Verlag Gruner + Jahr, in dem Constanze weiterhin erschien.

## Erste Jahre
Das inhaltliche Konzept stammte im Wesentlichen von Chefredakteur Hans Huffzky, der seit 1939 für den Verleger John Jahr sen. die Frauenzeitschrift Die junge Dame geleitet hatte. Mit ihm kam eine Reihe von Mitarbeitern aus Redaktion und Verlag mit zur Constanze. Als Layouter holte er seinen Schulfreund Henry
Reinhard Möller. Stellvertreter (und später sein Nachfolger als Chefredakteur) wurde Helmut Grömmer. Huffzky blieb bis 1957. Die Ressorteinteilung von Mode über Kosmetik und Kochrezepten bis zu Einrichtungstipps und Partnerschaftsfragen gereichte vielen später gegründeten Blättern zum Vorbild. Verleger John Jahr senior nahm an der Arbeit der fast nur aus Männern bestehenden Redaktion regen Anteil. Laut Spiegel heizte er zeitweise die Kohleöfen der Redaktionsräume höchstpersönlich an.

## Erfolg
Constanze hatte Erfolg. Während die erste Ausgabe des Blattes 24 Seiten umfasste, darunter zwei Anzeigenseiten, stieg der Gesamtumfang 1949 durchschnittlich auf 36, davon 10 Anzeigenseiten (= 27,8 Prozent). Bereits im Dezember 1948 erreichte sie eine Auflage von über 300 000 Exemplaren pro Druckausgabe.  Bis in die sechziger Jahre war sie unangefochtene Marktführerin ihrer Branche. Laut einer Leserbefragung des Instituts für Demoskopie Allensbach besaß Constanze die stärkste Leser-Blatt-Bindung aller Publikumszeitschriften. 1956 stellten die Meinungsforscher fest, dass die Leserschaft der Frauenzeitschrift zu 41,8 Prozent aus Männern bestand.

## Mitarbeiter
- Zu den Redakteuren gehörten Peter Brasch und Hannelore Krollpfeiffer, die später die Chefredaktion der Konkurrenzzeitschrift Brigitte übernahmen.
- Fotografen waren unter anderem: Charlotte March, Inge Feltrinelli,[5] Walter E. Lautenbacher, Hubs Flöter, Ewald Hoinkis, Peter Brüchmann und Jay Ullal.
- der Modeschöpfer Wolfgang Joop setzte einen Grundstein seiner Karriere bei Constanze. Zusammen mit seiner Frau Karin gewann er 1970 die ersten drei Preise bei einem Modewettbewerb der Zeitschrift. Daraufhin wurde er vom Frauenmagazin Neue Mode als Moderedakteur engagiert.
- Jil Sander arbeitete zeitweilig im Moderessort der Zeitschrift[6].
- Erich Godal war für das Blatt als Illustrator und Karikaturist tätig.

## Probleme
Mit wachsendem Erfolg tauchten Probleme auf: dank der wachsenden Zahl von Anzeigen wurden die einzelnen Hefte immer umfangreicher. 1955 machten die an sich lukrativen Anzeigen rund 45 Prozent des inzwischen 114 Seiten dicken Magazins aus. Das ergab höhere Transportkosten, nicht nur für den Verlag. Vertrieb und Lesezirkel protestierten gegen die umfangreichen Hefte.
Um die Schwierigkeiten zu meistern, stellte Jahr die Zeitschrift auf wöchentliche Erscheinungsweise um. Das stellte sich als Fehler heraus, der nicht mehr rückgängig gemacht werden konnte. Leserinnen wollten nicht jede Woche ein neues Magazin kaufen. Zudem hatte sich der Verlag mit dem wöchentlichen Erscheinungstermin in verstärkte Konkurrenz zu den in gleichem Rhythmus erscheinenden Magazinen Stern, Quick und Spiegel begeben. Auflage und Anzeigenaufkommen sanken.

## Das Ende
Auf Rat von Mitgesellschafter Richard Gruner setzte der Verlag 1968 Ewald Struwe als Chefredakteur ein. Struwe, in der Branche gern Sexpapst genannt, kam von der Neuen Revue. Hohe finanzielle Investitionen und neue inhaltliche Konzepte in Richtung Boulevard brachten keinen Erfolg. Die Auflage sank weiter.
Als sich für das Jahr 1970 ein Defizit von fast 17 Millionen abzeichnete, beschloss John Jahr senior, die als nicht mehr zeitgemäß empfundene Constanze zum Ende des Jahres 1969 einzustellen. Formal wurde sie mit der im selben Verlag erscheinenden Frauenzeitschrift Brigitte zusammengelegt. Mit ihrem auf jüngere Leserinnen zugeschnittenen Konzept schien Brigitte für die Zukunft erfolgversprechender. Jahr behielt recht. Der Name Constanze wurde gestrichen, Brigitte bekam auf einen Schlag 400 000 neue Leserinnen und erscheint noch heute. Die letzte Auflage von Constanze betrug 550 000.